# Jabuka (gmina Kolašin)
Jabuka (cyr. Јабука) – wieś w Czarnogórze, w gminie Kolašin. W 2011 roku liczyła 37 mieszkańców.